# Kap (Eisbär)

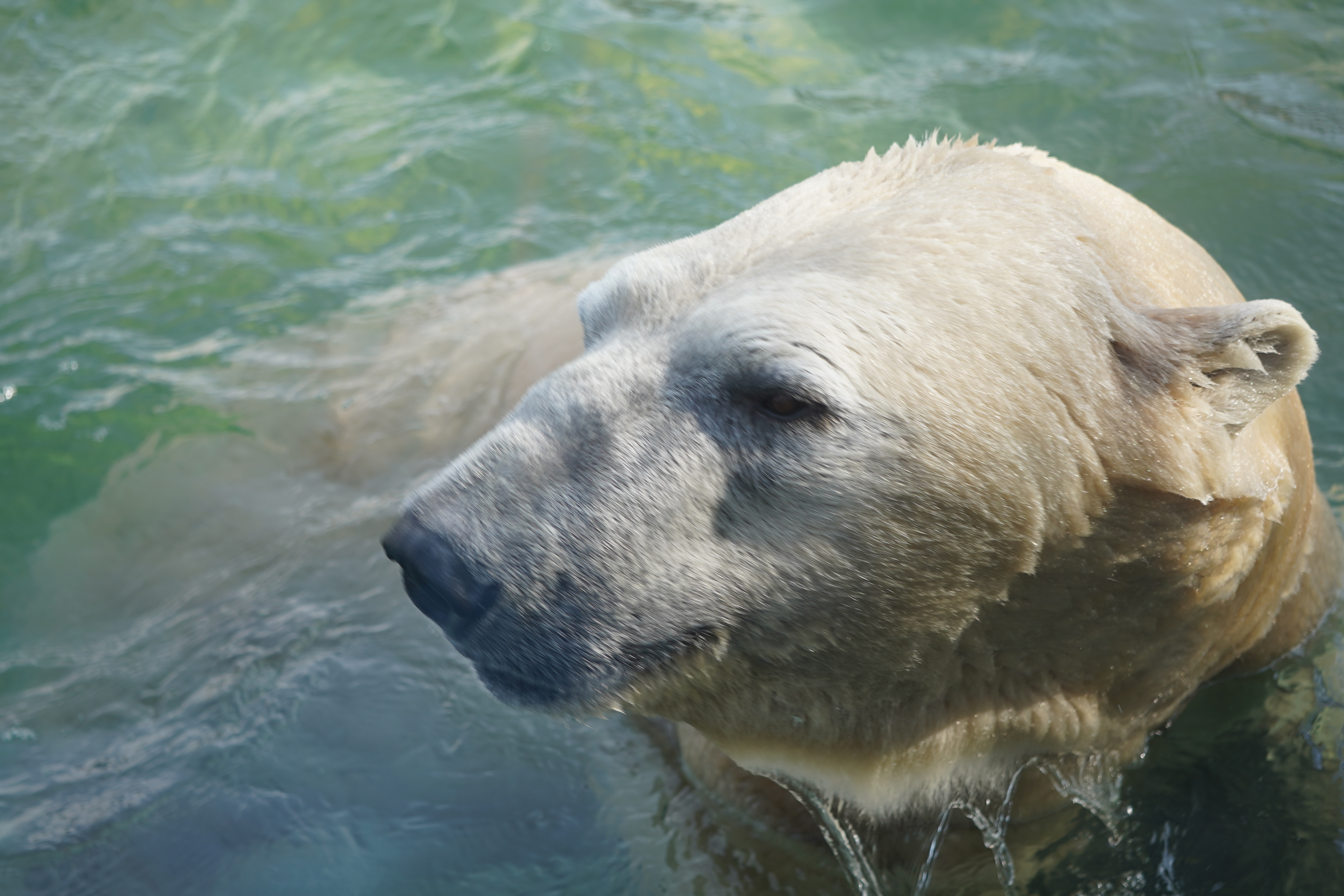
Kap im Frühjahr 2025

Kap (* 16. Oktober 2000 im Moskauer Zoo; † 16. Juli 2025 im Zoo Karlsruhe) war der älteste männliche Eisbär (Ursus maritimus) im Europäischen Erhaltungszuchtprogramm und einer der letzten Vertreter der Moskauer Blutlinie, einer seltenen Abstammungslinie von Eisbären mit sehr diversen und damit wertvollen Erbanlagen.
Er galt als einer der wichtigsten Eisbären Europas, da er als einer der wenigen Mitglieder der „Moskauer Blutlinie“ im Europäischen Erhaltungszuchtprogramm war und durch seine Fortpflanzung die in Deutschland 2017 einmaligen Erbanlagen erhalten und weitergeben konnte. In dem Programm setzte ihn die European Association of Zoos and Aquaria in mehreren Zoos als Zuchtbär ein.

## Leben

### Eltern

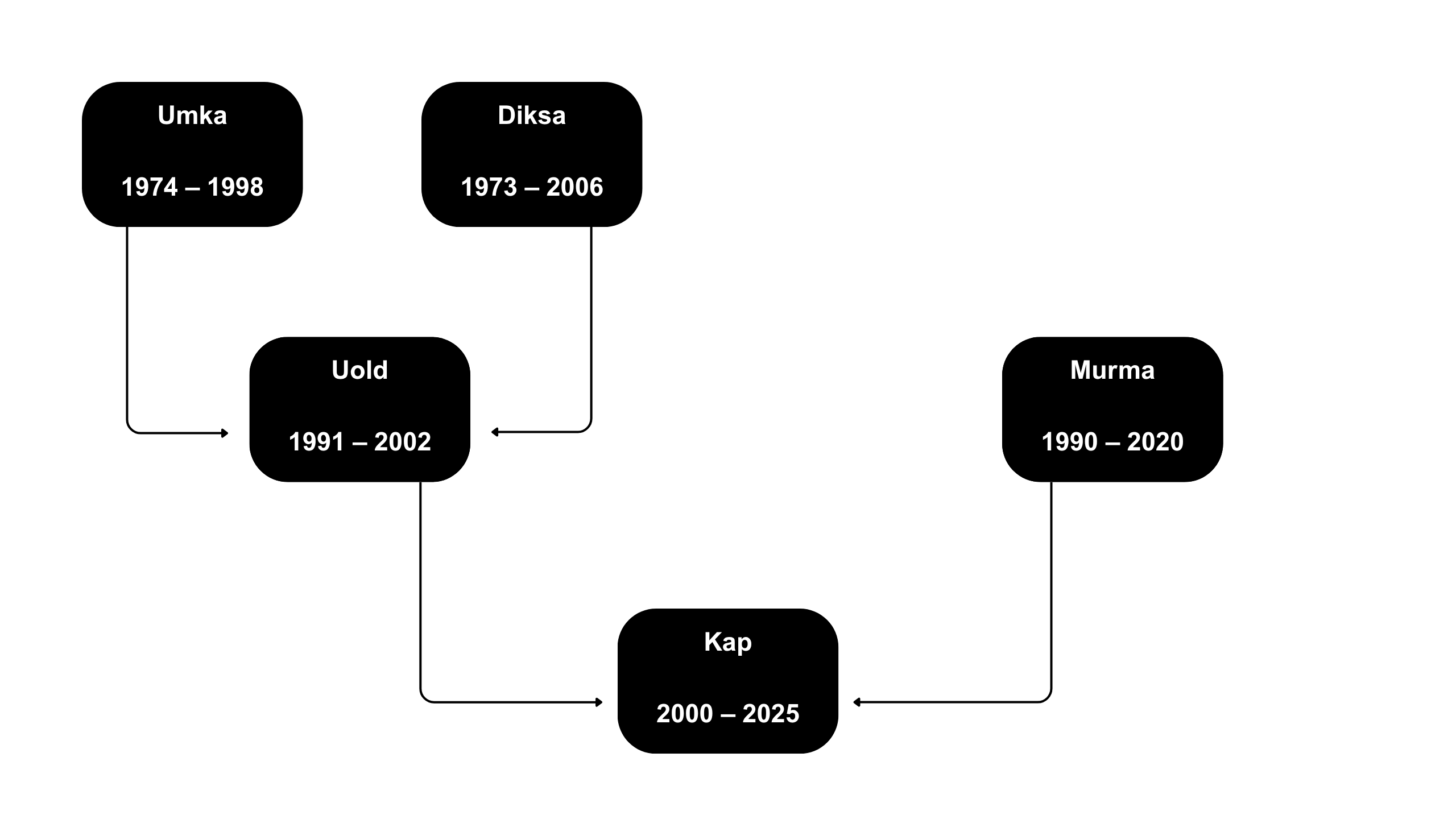
Familienstammbau von Kap

Beide Eltern stammen aus dem Moskauer Zoo.
Seine Mutter, Murma, wurde 1990 in Freiheit geboren. Im Juni 1991 wurde sie in der russischen Wildnis gefangen und in den Moskauer Zoo gebracht.  Murma wurde 30 Jahre alt und starb  2020 in einem für Eisbären ungewöhnlich hohen Alter.
Sein Vater Uold wurde im Moskauer Zoo von den Eisbären Diksa und Umka gezeugt. Er kam 1991 zur Welt und verstarb zwei Jahre nach der Geburt von Kap im Jahr 2002.

### Geburt und Kindheit
Kap wurde am 16. Oktober 2000 im Moskauer Zoo geboren. Weil beide Elterntiere die Moskauer Blutlinie hatten, gehört auch Kap zu dieser seltenen und in Europa fast nicht mehr existenten Blutlinie.
Bereits am 9. November 2001 kam Kap in den Karlsruher Zoo und wurde in das Europäischen Erhaltungszuchtprogramm aufgenommen, da man die Moskauer Blutlinie in Europa sichern wollte. Der Umzug von Moskau nach Karlsruhe bedeutete viel Stress für das Tier, da der Umzug für den nur einjährigen Eisbär sehr früh stattfand. In Karlsruhe lebte er mit der Eisbärdame Nika zusammen.

### Weitere Stationen und Weitergabe seiner Erbanlagen
Am 23. April 2004, nach etwas mehr als zwei Jahren Aufenthalt in Karlsruhe, wurde Kap in den Tierpark Neumünster gebracht.

Dort lebte er für rund neun Jahre bis zum 11. März 2013. Danach brachte man Kap für rund ein Jahr nach Hannover, wo er bis zum 12. Mai 2014 blieb. Dies geschah aufgrund von Umbauarbeiten im Eisbärgehege in Neumünster. Danach wurde er wieder zurück nach Neumünster gebracht. Er blieb für weitere drei Jahre in Neumünster.

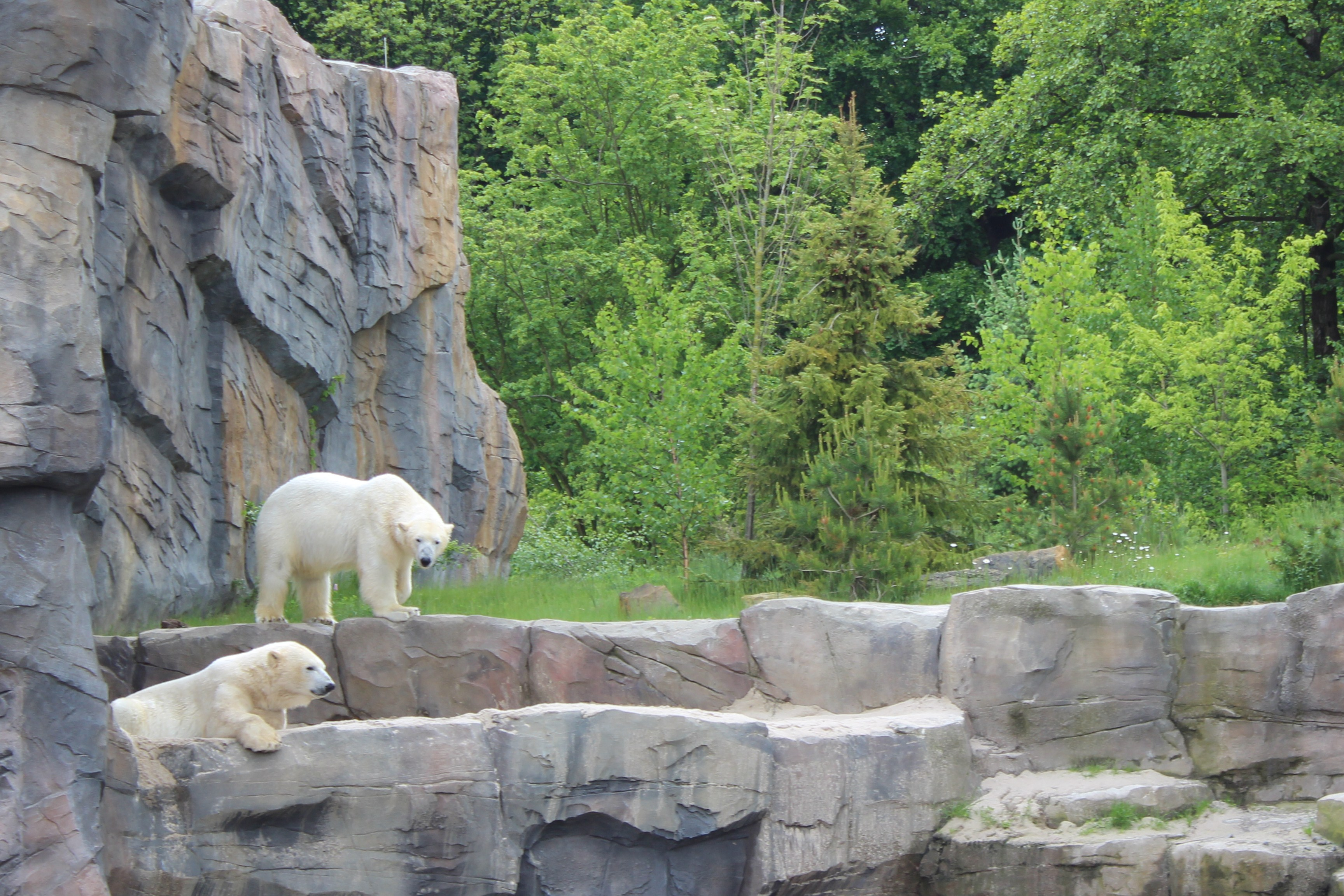
Kap (unten im Bild) in Hannover mit Sprinter (oben im Bild) 2013

Am 13. April 2017 kam Kap erneut nach Karlsruhe. Dort blieb er für drei Jahre. Man führte an ihm 2017 eine Fruchtbarkeitsuntersuchung durch. Sie ergab, dass er voll fruchtbar und komplett gesund war. Dies war im Rahmen des Europäischen Erhaltungszuchtprogramms sehr wichtig, da er der einzige Eisbär mit der Moskauer Blutlinie im Programm war und man seine Gene unbedingt erhalten wollte. Man wollte im Rahmen des Europäischen Erhaltungszuchtprogramms unbedingt eine Fortpflanzung erwirken. Das sollte mit der Eisbärin Nika geschehen. Diese kannte er schon aus seinem früheren Aufenthalt in Karlsruhe. Der Zuchtversuch war nicht erfolgreich. Nika wurde 2019 eingeschläfert.
Am 25. Mai 2020 zog er nach Anordnung des Europäischen Erhaltungsprogramms nach Hamburg in den Tierpark Hagenbeck um, da in Karlsruhe keine Möglichkeit mehr bestand, die Moskauer Blutlinie weiterzugeben. In Hamburg wollte man ihn mit der Eisbärin Victoria verpaaren. Das Projekt in Hamburg sollte so lange gehen, bis Kap sich erfolgreich fortgepflanzt hat. Man führte mit Kaps Sperma die weltweit erste künstliche Befruchtung an einem Eisbär durch. Allerdings scheiterte die künstliche Befruchtung bei Victoria.
Am 19. Dezember 2022 wurde das weibliche Eisbärjungtier Anouk geboren. Die Geburt wurde als kleine Sensation gefeiert. Im Europäischen Erhaltungszuchtprogramm war man über die Weitergabe des Erbguts sehr glücklich.

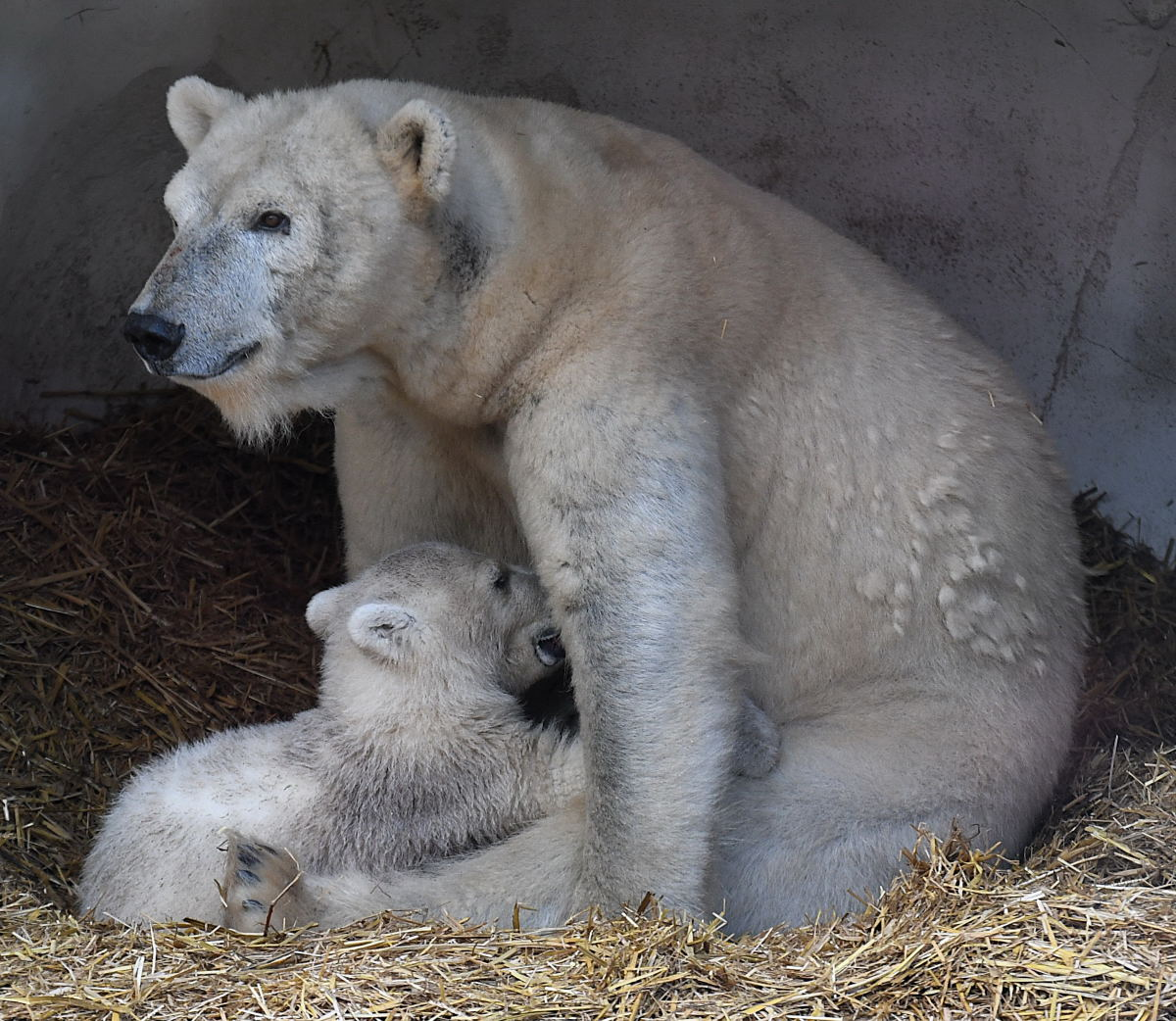
Mika mit seiner Mutter Nuka im Karlsruher Zoo, Mika trägt die seltene Moskauer Blutlinie in sich.

Er verbrachte drei Jahre in Hamburg. Am 5. Juli 2023 kam er zurück nach Karlsruhe, da der „genetisch bedeutsame Eisbär“ auch in Karlsruhe wieder für Nachwuchs sorgen sollte. Dies war nach dem Europäischen Erhaltungszuchtprogramm so geplant. Er wurde hierbei als „einer der genetisch besonders wertvollen Eisbären“ bezeichnet. Die häufigen Umzüge aufgrund seiner Gene wurde in den Medien kritisiert. In Karlsruhe sollte er sich mit dem Eisbärweibchen Nuka paaren, um noch weitere Nachkommen mit der Moskauer Blutlinie zu zeugen und die Gene zu sichern.
Nach seiner Rückkehr wurde Kap schrittweise an seine neue Partnerin Nuka gewöhnt. Bereits im Frühjahr 2024 kam es zu ersten Paarungsversuchen, die vom Zoo Karlsruhe beobachtet und dokumentiert wurden. Am 2. November 2024 brachte Nuka überraschend Zwillinge in der Außenanlage zur Welt. Ein männliches Jungtier überlebte. Es wurde Mika getauft. Damit hatte Kap erneut erfolgreich Nachwuchs gezeugt und sein genetisches Erbe weitergegeben, was als großer Erfolg im Europäischen Erhaltungszuchtprogramm gewertet wurde.

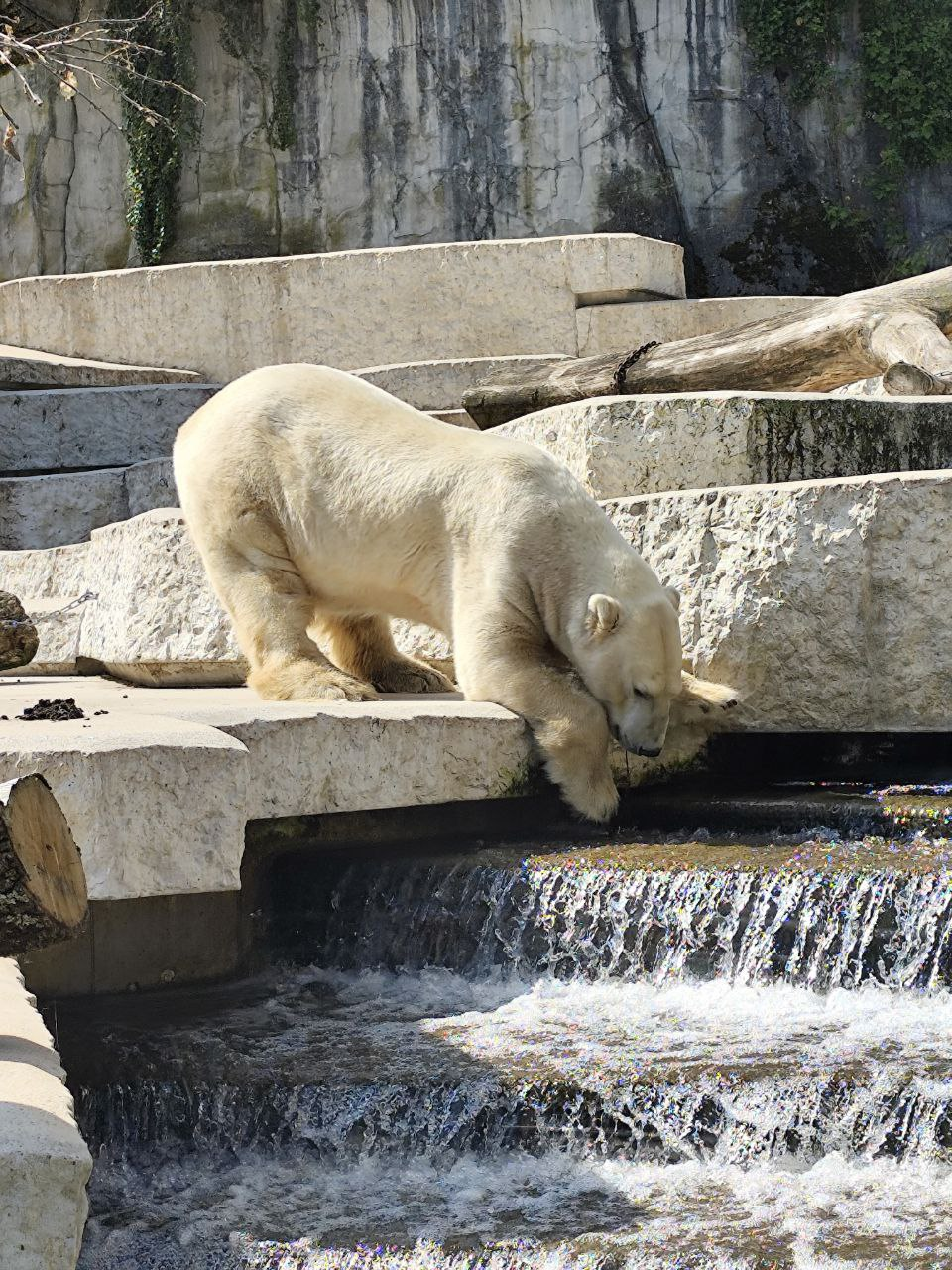
Kap im Juni 2025 in Karlsruhe

### Krankheit und Tod
Im Frühjahr 2025 verschlechterte sich Kaps Gesundheitszustand plötzlich. Der Zoo machte intensive Untersuchungen unter Narkose. So wurde auch ein Ultraschallbild angefertigt. Es gab allerdings keine Befunde. Kap zeigte eine Schonhaltung, war deutlich schwächer auf den Beinen und fraß weniger.
Nach der Narkose erhielt er Medikamente. So verbesserte sich sein Zustand zunächst. Ab Ende Mai 2025 konnte Kap wieder Zeit im Schatten seiner Außenanlage verbringen und fraß mehr. Die Tierärzte zeigten sich vorsichtig optimistisch, allerdings blieben die Ursachen weiterhin unklar.
Mitte Juni hatte er einen erneuten gesundheitlichen Rückfall. Kap wurde vermehrt im Innenbereich unter Beobachtung gehalten. Die tierärztliche Betreuung wurde intensiviert und er erhielt weiterhin Schmerzmittel und medizinische Versorgung.
Bei der erneuten Untersuchung in Vollnarkose im Juli 2025 berichteten die beteiligten Veterinäre, dass sich seine Leberwerte trotz medikamentöser Behandlung weiterhin verschlechtert hatten. Im Ultraschall zeigten sich starke Veränderungen der Leber und der Gallenblase. Zusammen mit den fortschreitenden Symptomen wie der sehr eingeschränkten Bewegung und der Schonhaltung, in die er verfallen war, wurde am 16. Juli 2025 entschieden, Kap nicht mehr aus der Narkose aufwachen zu lassen. Er wurde 24 Jahre alt und war damit der älteste männliche Eisbär im Europäischen Erhaltungsprogramm.
Nach seinem Tod wurde eine Obduktion durchgeführt, die ergab, dass er eine stark veränderte und vergrößerte Leber und Gallenblase hatte, welche auch außergewöhnlich gefüllt war. Lebererkrankungen sind bei Eisbären im hohen Alter, wie Kap es erreichte, häufig. Der Körper von Kap soll teils an ein Museum übergeben werden, um ihn zu präparieren und auszustellen, und teils der Wissenschaft gespendet.

## Verhalten und Charakter
Kap wurde als gelassen, sanft und äußerst rücksichtsvoll beschrieben. Er bedrängte die weiblichen Eisbären nicht, sondern verhielt sich sehr zurückhaltend. Er war äußerst entspannt.

## Name
Der Name Kap ist eine Abkürzung des russischen Wort Kaplya (капля), was auf Deutsch Tropfen bedeutet.